# Seavington St Michael
Seavington St Michael är en ort och civil parish i Storbritannien.   Den ligger i grevskapet Somerset och riksdelen England, i den södra delen av landet, 200 km väster om huvudstaden London. Seavington St Michael ligger 57 meter över havet och antalet invånare är 125.
Terrängen runt Seavington St Michael är platt, och sluttar norrut. Runt Seavington St Michael är det ganska tätbefolkat, med 104 invånare per kvadratkilometer. Närmaste större samhälle är Yeovil, 14,6 km öster om Seavington St Michael. Trakten runt Seavington St Michael består i huvudsak av gräsmarker.